# Lessonia
Lessonia is een geslacht van zangvogels uit de familie tirannen (Tyrannidae), genoemd naar René-Primevère Lesson (1794-1849).  

## Soorten
Het geslacht kent de volgende soorten:
- Lessonia oreas – Salvins negrito
- Lessonia rufa – Roodrugnegrito